# 메갈로돈 (웹사이트)
메갈로돈 (ウェブ魚拓)（ウェブぎょたく）은 Web페이지의 스냅 샷을 저장할 수 있는 일본의 아카이브 사이트이다.

## 개요
신문사 등 뉴스 사이트의 기사를 인용·링크한 경우, 시간이 경과(사나 내용에 따라 다르지만 방송국에서는 몇 시간, 신문사에서는 대략 1주일에서 1개월 정도)에 따라 인용·링크처의 기사 페이지가 삭제되어 데드링크(링크 끊김)가 되기 때문에 이용자나 열람자에게 불편했다.전형적인 예로서 2005년 일본국제박람회 기간 중 주요 각 신문 사이트에서는 엑스포 특집 코너가 마련되었으나 2007년 5월 시점에서는 모두 삭제되었다.(현지지 때문인지 끝까지 남아 있던 주니치 신문도 2007년 4월의 리뉴얼로 삭제). 2007년 현재 예외적으로 과거 기사가 저장된 뉴스 사이트는 임프레스의 PC워치 등 일부 전문적인 것에 한정돼 매우 적다.과거에는 마이니치신문과 산케이신문도 자사 웹사이트를 개설한 1996년경부터 게재한 기사를 저장했지만 폐지되었다. 넷상에서, 링크가 끊긴 과거의 기사 내용을 열람하는 방법으로는, 상용의 기사 검색 서비스도 있다.
이러한 때에 웹페이지의 캐시 기능을 이용하여 사이트(기사 페이지)의 내용을 저장하고 있으면 인용·링크 원래 페이지가 사라졌더라도 웹어척 캐시에서 당시의 기사를 볼 수 있다. 미국 아카이브 사이트인 인터넷 아카이브와 달리 크롤라를 사용해 자율적으로 자동으로 한쪽 끝에서 모으는 것이 아니라 이용자가 원하는 URL을 입력해 저장하는 형식이다. 또한 메갈로돈에서는 화상데이터나 FLASH 등의 데이터도 저장되므로 거의 완전히 페이지 내용을 재현할 수 있는 점이 뛰어나다. 다만 메갈로돈에 의한 접속을 차단하고 있는 사이트도 증가하고 있다.
서버는 2010년까지 실리콘밸리에 설치 전용 서버를 빌렸으나 2015년 현재는 국내 서버를 이용하고 있다.
2010년 11월 12일 백업 처리 오동작으로 2007년 전반기 이전의 어척 파일이 상실된 것으로 밝혀졌다.
또 2017년 4월 7일에는 취득금지 태그로 noindex를 대상으로 했으나 noarchive도 추가됐다고 공표한 바 있다.

## 같이 보기
- 웨이백 머신
- archive.today